# Proyecto Prometheus

Diagrama de un cohete nuclear térmico.

El Proyecto Prometheus (Prometeo en español), fue un programa de la NASA que estudiaba el uso de propulsión nuclear para viajes espaciales de larga duración, tanto para misiones robóticas a los satélites de Júpiter como para un futuro viaje tripulado a Marte. El programa se inició en 2003, con un presupuesto previsto de 3000 millones de US$ para 5 años, aunque fue cancelado en 2005.

## Tecnologías

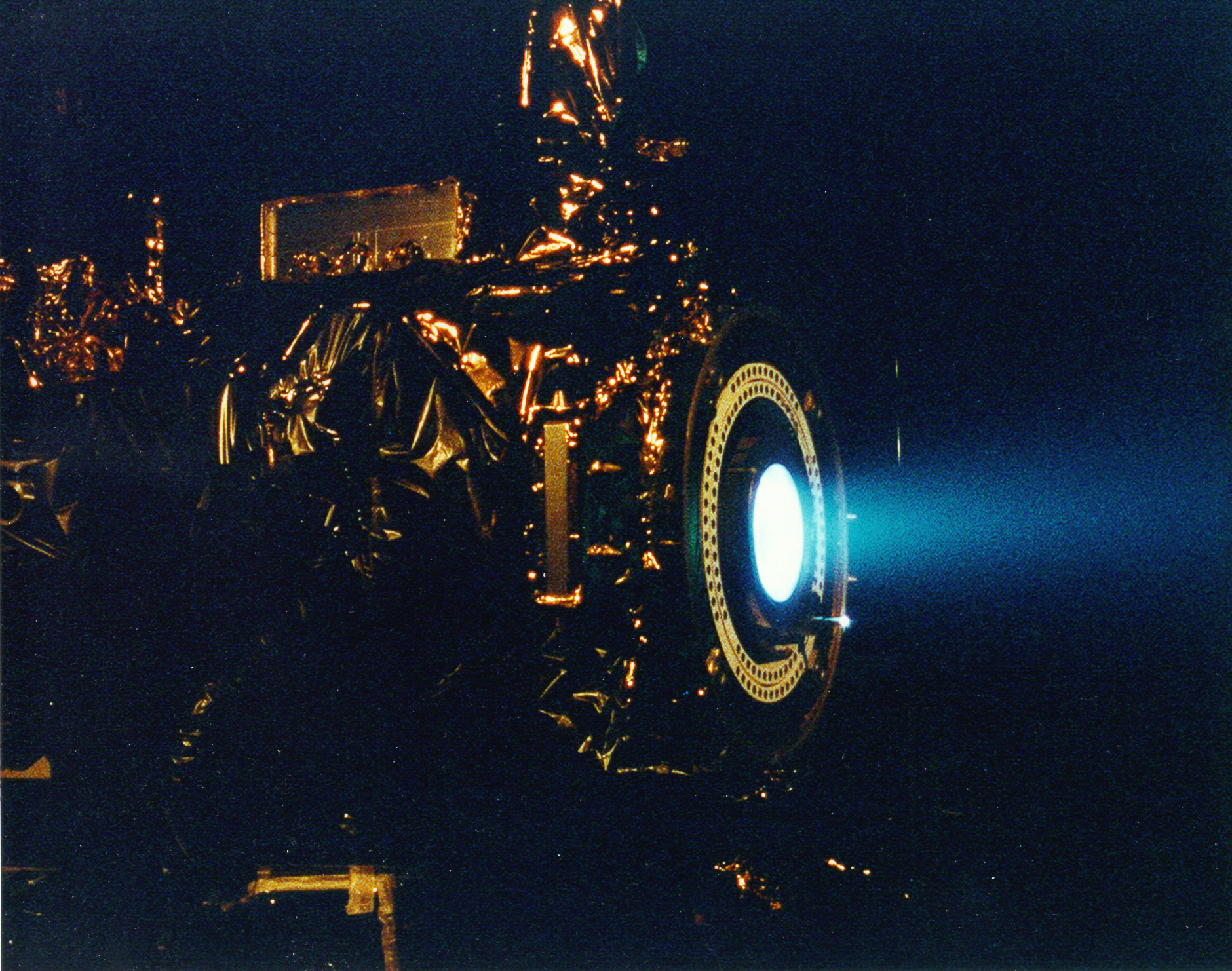
imagen del proyecto

El proyecto enfocaba las investigaciones en dos campos:
Propulsión nuclear térmica.
Diseño de cohetes donde el reactor nuclear calienta un propelente (normalmente hidrógeno, que es expulsado a gran velocidad. Esta tecnología ya fue estudiada en el proyecto NERVA, también de la NASA, que fue cancelado en 1972.
Propulsión nuclear eléctrica.
En lugar de emplear el reactor para generar energía térmica, se utiliza para generar electricidad. Esta electricidad podría emplearse para dar energía a un propulsor iónico.